# Dankowo
Dankowo – wieś w Polsce położona w województwie pomorskim, w powiecie kwidzyńskim, w gminie Kwidzyn.
W latach 1975–1998 miejscowość administracyjnie należała do województwa elbląskiego.

## Historia
Pierwsze wzmianki o Dankowie pojawiają się w aktach z 1540, mówią one o folwarku opuszczonym prawdopodobnie w wyniku wojny polsko-krzyżackiej w latach 1519–1521. W 1550 wydzierżawiono ziemię miastu Kwidzyn na mocy prawa chełmińskiego. W XVI wieku w Dankowie znajdowała się kuźnia miedzi, papiernia i młyn zbożowy. Przed 1950 wieś nosiła nazwę Semmler. W 1970 funkcjonowała tu wiejska świetlica i punkt biblioteczny, a wieś zamieszkiwały 82 osoby. Prawdopodobnie w przyszłości, w wyniku procesów urbanizacyjnych, Dankowo zostanie wchłonięte przez Kwidzyn. Od 2007 roku powstaje tutaj osiedle domków jednorodzinnych, głównie dla mieszkańców Kwidzyna.